# Daniel Perea y Rojas
Daniel Perea y Rojas (1834 - avril 1909) est un dessinateur et peintre espagnol, frère d'Alfredo Perea.

## Biographie

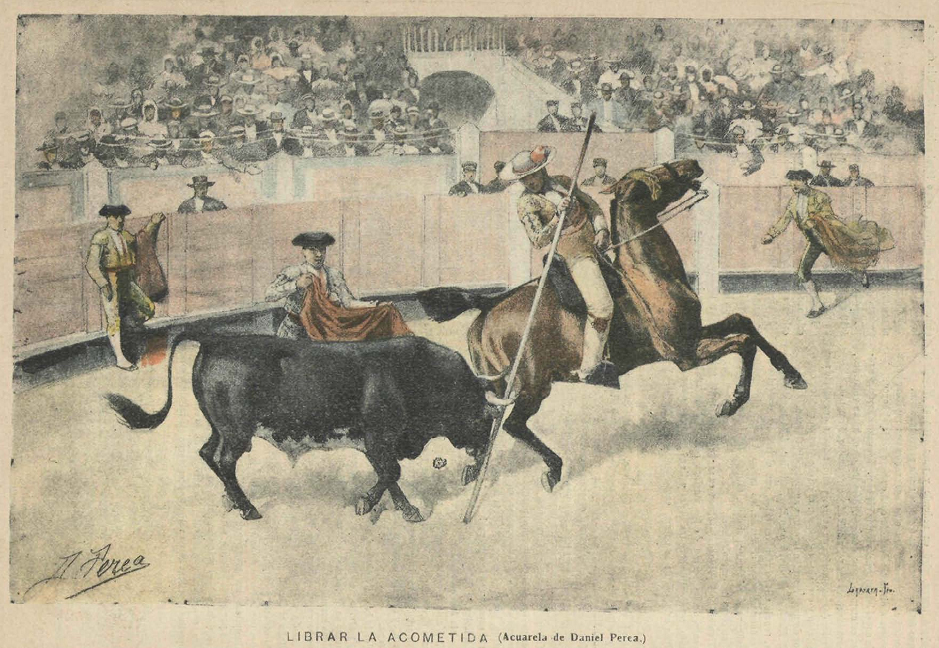
Librar la acometida, aquarelle par Daniel Perea (La Lidia, 1894).

Né en 1834, il est sourd et muet de naissance. Il est le frère de l'artiste Alfredo Perea et a aussi une sœur, Julia Perea, mariée avec le peintre Martín Rico. Professeur au collège des sourds-muets de Madrid, il décède en avril 1909 à Madrid, et est enterré au cimetière de la Sacramental de San Lorenzo y San José,.
Il s'est spécialisé, entre autres, dans le genre de la caricature et dans celui de la peinture taurine — pendant de nombreuses années, il a « donné vie » au journal La Lidia (es) avec ses illustrations, pour lesquelles il s'est fait connaître ; la presse de l'époque le décrit comme « le meilleur dessinateur de scènes taurines que nous avons ».
Mariano de Cavia (es)en vient à le qualifier de  « [le] Chéret madrilène, l'authentique, l'original et fécond Daniel Perea », en référence à son travail d'affichiste. Il a aussi travaillé pour des revues comme Le Musée Universel ou Gil Blas.